# Пудуккоттай (княжество)
Княжество Пудуккоттай — туземное княжество в Британской Индии, существовавшее с 1680 по 1948 год.
Княжество Пудуккоттай было основано примерно в 1680 году как феодальное государство Рамнада и росло с последующими включением в состав территорий княжеств Танджавур, Шиваганга и Рамнада. Будучи одним из верных союзников Британской Ост-Индской компании в Карнатикской, Англо-майсурской и Полигарской войнах, княжество было взято под защиту Британской Ост-Индской компании в 1800 году в соответствии с системой субсидиарных договоров. Государство находилось под контролем Мадрасского президентства с 1800 года до 1 октября 1923 года, когда Мадрасское Государственное агентство было упразднено, и до 1948 года находилось под политическим контролем правительства Индии.
Княжество Пудуккоттай занимало общую площадь 1178 квадратных миль (3050 км2) и имело население 438,648 человек в 1941 году. Оно простиралось на всю территорию современного округа Пудуккоттай штата Тамилнад (за исключением Арантханги талук, который тогда был частью района Танджавур). Его столицей был город Пудуккоттай. Правитель Пудуккоттая имел право на 17-пушечный салют.

## География
Княжество Пудуккоттай простиралось от 10 градусов 7' до 10 градусов 44 'северной широты и 78 градусов 25' и 79 градусов 12 ' восточной долготы. Оно занимало общую площадь 1178 квадратных миль (3050 км2), простирался на 52 мили (84 км) с востока на запад и 41 милю (66 км) с севера на юг . Государство было ограничено Трихинопольским округом на западе, Танджавурским округом на востоке и юго-востоке и поместьем Шиваганга Мадурского округа на юге.
Первоначально княжество не имело четких границ и до конца XVIII века называлось «страной Тондайманов» или «лесами Тондайманов». Княжество начало иметь фиксированные границы с начала 19-го века. Самая восточная точка княжества Пудуккоттай находилась в 12 милях (19 км) от моря. Когда район Пудуккоттай был образован в 1974 году, спустя много лет после его включения в состав Республики Индия, прибрежный Арантханги талук был отделен от района Танджавур и объединен с новым районом.
В административном отношении государство было разделено на три талука: Алангуди, Кулатур и Тирумайам, каждый из которых подчинялся тахсилдару, отвечавшему за земельные доходы. Было также несколько полуавтономных заминдарств: Карамбакаду, Нагарам, Палаяванам, Сентханкуди и Сериялур.

## Демография
По состоянию на 1931 год население княжеского государства Пудуккоттай составляло 400 694 человека при плотности населения 340 человек на квадратную милю. Поннамаравати фирка был самым густонаселенным с 498 жителями на квадратную милю, в то время как Нирпалани был самым малонаселенным с 213 жителями на квадратную милю. В княжестве было 435 городов и деревень — 426 из них с населением менее 5000 человек и девять — Пудуккоттай, Поннамаравати, Варпет, Рамачандрапур, Арималам, Тирумаям, Алангуди, Киранур и Пилламангалам-Алагапури с населением более 5000 человек. Уровень грамотности среди мужчин составлял 21,62 процента, а среди женщин — 1,87 процента. Между 1925 и 1929 годами население княжества сократилось более чем на 65 процентов, так как более 53 000 человек покинули Пудуккоттай и перебрались в соседние районы из-за широко распространенной чумы и голода.

## Религия
Княжество было преимущественно индуистским. Однако там было значительное мусульманское и христианское население. Делами индуистских храмов ведал Департамент Девастханамс, созданный в 1897 году.
Согласно переписи 1901 года, в княжестве насчитывалось 353 723 индуса, которые составляли 93 % населения. Мусульмане, которых насчитывалось 12 268, составляли 3,2 % населения, в то время как христиане, которых насчитывалось 14 449, составляли 3,8 % населения. В 1931 году насчитывалось 367 348 индусов (91,7 %), 15 194 мусульманина (3,8 %) и 17 960 христиан (4,5 %).

## Языки
Большинство населения говорило на тамильском языке как на родном. По данным переписи населения 1931 года, на тамильском языке говорили 378 741 человек или 94,52 процента населения в качестве своего родного языка. Другие языки, на которых говорят как на родном языке включены Телугу (12,250 чел., 3,05 %), каннада (5,118, 1,27 %), хиндустани и урду (1,993, 0,49 %), саураштра (1,172, 0,29 %), маратхи (660, 0,16 %), малаялам (522, 0,13 %), хинди (187, 0,04 %), арабский (23, 0,005 %), английский язык (22, 0,005 %), голландский (2, 0,0005 %), малайский (1, 0,0003 %), сингальский (1, 0,0003 %), конкани (1, 0,0003 %) и испанский (1, 0,0003 %). Уроженцы Пудуккоттая говорили на тамильском языке, который был также официальным языком государства наряду с английским. Говорящие на телугу были потомками военных вождей, которые мигрировали во время правления Виджаянагарской империи и королевства Мадурай Наяк. На Канаресе или каннаде говорили в основном пастухи — курубы, мигрировавшие из Майсурского королевства . Однако Курубы говорили на своем собственном диалекте Канаресе с тяжелой примесью тамильских слов. Хиндустани или урду использовался мусульманами патаны Тамилнанда, в то время как на саураштра и маратхи говорили на мигранты Саураштра и Танджавур Маратхи.

## Администрация
Раджа Пудуккоттая был верховным главой государства, и ни один законопроект не становился законом без его согласия. Ему помогал премьер-министр, назначенный сиркелем до 1 июля 1885 года и диваном с 1 июля 1885 года по 17 ноября 1931 года и администратором с 17 ноября 1931 года по 1948 год. Дивану помогал советник, а тот, кто действовал при содействии советника, был известен как диван-в-совете.
В 1902 году было создано представительное собрание из 30 назначенных членов. Выборы были введены в 1907 году, и с тех пор 18 из 30 представителей были избраны. Число избранных членов было сокращено до 13 в 1913 году, но в 1916 году было увеличено до 25. Представительное собрание было заменено законодательным Советом Пудуккоттая в 1924 году, и его первая сессия была открыта К. У. Э. Коттоном, агентом губернатора Штатов Мадрас 29 сентября 1924 года. На момент ликвидации государства в 1948 году в состав Ассамблеи входило в общей сложности 50 членов, из которых 35 были избраны, а остальные назначены правительством. Однако, согласно резолюции законодательного совета Пудуккоттаи от 1924 года, создание совета не повлияло на право Раджи самостоятельно принимать законы и издавать прокламации; он также не позволил своим членам обсуждать деятельность королевского двора.
Правительство Мадраса представлял политический агент. С 1800 года, когда был назначен первый политический агент, до 1840 года политическим агентом обычно был окружной коллектор Танджавура, с 1840 по 1865 год — коллектор Мадурая, а с 1865 по 1947 год — коллектор Тируччираппалли. Все решения, принятые диваном, передаются на утверждение правительству Мадраса, прежде чем они станут законом.

## Экономика
По состоянию на 1 апреля 1936 года в княжестве Пудуккоттай было зарегистрировано 27 компаний. Компании с ограниченной ответственностью, которые работали в княжестве Пудуккоттай, включали Chettinad Corporation and Bank Ltd, MCTM Banking Corporation Ltd, The Pudukkottai Trading and Banking Corporation, Hindu Karur Bank, который имел филиал в городе Пудуккоттай, Торгово-банковская компания Diwan Bahadur Subbiah Chettiar, Mena Chena Mena Mena Bank, Janopkara Motor Service Company, которая имела филиал в Поннамаравати, The Sun Bank Ltd, The Modern Bank Ltd (Pillamangalam-Alagapuri), филиал Индо-Коммерческого банка Пудуккоттай и филиал Национального банка Траванкоре в Пудуккоттай Ltd. Зарегистрированные компании, которые занимались промышленным или торговым бизнесом в Пудуккоттае, включали The Pudukkottai Brick and Tile Manufactory, Sri Murugan Company, The Pudukkottai Trading and Banking Company, Sambandam & Co., Торговую и банковскую компанию Diwan Bahadur Subbiah Chettiar, TV Sundaram Aiyangar & Co. и South Indian Corporation Ltd.

## Список княжества правителей Пудуккоттай
- 1686 — апрель 1730: Рагхунатха Райя Тондайман (1641 — апрель 1730), сын Авадая Рагхунатхи Тондаймана (? — 1661), вождя племени калларов в Карамбакуди
- апрель 1730 — 28 декабря 1769: Виджая Рагхунатха Райя Тондайман I (25 августа 1713 — 28 декабря 1769), старший сын предыдущего
- 28 декабря 1769 — 30 декабря 1789: Рая Рагхунатха Тондайман (май 1738 — 30 декабря 1789), единственный сын предыдущего
- 30 декабря 1789 — 1 февраля 1807: Виджая Рагхунатха Тондайман (май 1759 — 1 Февраля 1807), двоюродный брат и преемник предыдущего
- 1 февраля 1807 — 4 июня 1825: Виджая Рагхунатха Райя Тондайман II (1797 — 4 июня 1825), старший сын предыдущего
- 4 июня 1825 — 13 июля 1839: Рагхунатха Тондайман (1798 — 13 июля 1839), младший брат предыдущего
- 13 июля 1839 — 15 апреля 1886: Рамачандра Тондайман (20 октября 1829 — 15 апреля 1886), старший сын предыдущего
- 15 апреля 1886 — 28 мая 1928: Мартанда Бхайрава Тондайман (27 ноября 1875 — 28 мая 1928), внук и приёмный сын предыдущего
- 28 октября 1928 — 1 марта 1948: Раджагопала Тондайман (23 июня 1922 — 16 января 1997), племянник предыдущего, сын принца Рамачандры Тондаймана и его второй жены Матхусри Раджи Шриматхи Рани Джанаки Айи Сахиба.

## Список диванов Пудуккоттая
- А. Сешайя Шастри (1878—1894)
- Р. Ведантачарлу (1894—1899)
- С. Венкатарамадас Найуду (1899—1909)
- Рагхунатха Паллавараяр (1909—1924)
- К. Кунджунни Менон (1924—1929)
- Г. Ганапати Шастриар (1929—1931)
- Г. Кришнасвами Айер (1931—1948)

## Председатель административного совета
- Т. Рагхавайя (1929—1931)

## Администраторы
- Б. Г. Холдсворт (1931—1934)
- Александр Тоттенхэм (1934—1946)
- П. Калифулла (1946—1948)